# 마스터셰프 오스트레일리아
《마스터셰프 호주》는 호주 Ten에서 방송되고 있는 TV 프로그램이다. 현재 시즌 12까지 방영되었으며, 한국과 같이 셀러브리티 특집 외전 시즌도 존재한다. 마스터셰프 아시아의 심사위원인 오드라 모리스는 이 프로그램 우승자 출신이다.

## 우승자
- 시즌1: 포 링 여
- 시즌2: 아담 류
- 시즌4: 앤디 앨런
- 시즌9: 다이애나 챈

## 주요 출연자
- 대니 벤 - 시즌3
- 헤이든 퀸 - 시즌3
- 아미나 엘샤페이 - 시즌4
- 레이놀드 포어노모 - 시즌7
- 조크 존프릴로[1] - 시즌15

## 심사위원
- 멧 프레스턴 (진행, 시즌1~11)
- 게리 메히건 (시즌1~11)
- 조지 칼롬바리스 (시즌1~11)
- 앤디 앨런 (시즌12~)
- 조크 존프릴로 (시즌12~)
- 멜리사 렁 (시즌12~)
- 데이비드 장 (시즌3 특별)